# Shim Suk-hee
Shim Suk-hee (en coréen : 심석희) est une patineuse de vitesse sur piste courte sud-coréenne née le 30 janvier 1997 à Séoul.

## Biographie
Elle commence le short-track à l'âge de sept ans, pour suivre son grand frère, à Gangneung. Quand ses parents comprennent son potentiel, son père démissionne d'un travail qu'il a gardé vingt ans pour que la famille déménage à Séoul, où elle s'entraîne avec une meilleure équipe. Après les Jeux olympiques de Sotchi, elle achète un nouveau numéro de téléphone qui termine par 2018, pour ne jamais oublier son objectif d'obtenir des médailles aux Jeux olympiques d'hiver de 2018.

## Carrière

### Débuts
En 2012, elle est championne du monde junior. À 15 ans, la même année, elle bat le record du monde du 1000 mètres.

### 2014-2016: Jeux olympiques de Sotchi
Elle remporte la médaille d'argent du 1 500 mètres, la médaille d'or du relais 3 000 mètres puis la médaille de bronze du 1 000 mètres aux Jeux olympiques d'hiver de 2014, à Sotchi. Un mois plus tard, elle remporte le titre de championne du monde toutes épreuves à Montréal.
En 2015, après la coupe du monde de Shanghai, la peau de sa cheville est infectée et elle doit arrêter la compétition. Elle reprend aux Championnats du monde à Séoul en 2016.
En 2016, en Coupe du monde à Salt Lake City, elle bat le record du monde du relais 3000 mètres avec l'équipe coréenne.

### 2017-2018: Préparation à Pyeongchang
À la première manche de la Coupe du monde 2017-2018 à Budapest, elle prend la troisième place au 500m et remporte le relais. Elle est disqualifiée en finale du 1500 mètres, ce qui la place sixième au classement général, et arrive treizième au 1000 mètres.
À la deuxième manche de la saison, à Dordrecht, elle arrive troisième au 1500 mètres, elle remporte le 1000 mètres, et ne participe pas au 500 mètres.
À la troisième et avant-dernière manche de qualification aux Jeux olympiques, la Coupe du monde à Shanghai, elle remporte le 1500 mètres. Elle ne participe pas au 500 mètres. Au 1000 mètres, elle obtient un penalty en demi-finale et s'arrête en dixième position. Elle gagne le relais avec son équipe constituée de Kim Ye-Jin, Lee Yu Bin et Choi Min-Jeong.
Lors de la dernière manche de la Coupe du monde, en novembre 2017 à Séoul, elle arrive deuxième au 1500 mètres, derrière sa compatriote Choi Min-Jeong et devant la Canadienne Kim Boutin. Elle tombe en finale A du 1000 mètres à la suite d'une faute d'Elise Christie et arrive quatrième derrière la Néerlandaise Yara van Kerkhof. Au relais, l'équipe coréenne termine en troisième place.

### Dénonciation des agressions sexuelles
En 2019, elle dénonce Cho Jae-beom, son entraîneur, pour viol et agressions sexuelles. Il est condamné en 2020 à dix ans de prison pour viol et harcèlement.

### Saison 2021-2022 et scandale de tricherie
Elle est interdite de participer à la première manche de la Coupe du monde 2021-2022, alors qu’elle est sous le coup d’une enquête pour tricherie. Dans des SMS envoyés pendant les Jeux olympiques de 2018, elle aurait dit du mal de sa coéquipière Choi Min-jeong et Kim Alang et affirmé être prête à faire tomber Choi pour ne pas la laisser gagner, parlant de "faire une Bradbury" ; en finale des Jeux, elle a effectivement chuté en emportant Choi avec elle. Elle affirme pendant sa suspension temporaire qu’il s’agit d’une coïncidence et présente ses excuses à ses coéquipières, expliquant son comportement par l’abus subi à l’époque.

## Prix et récompenses
Elle reçoit le prix de Révélation sportive de l'année à la cérémonie de remise des prix Coca-Cola Corée de 2014.